# 瓦房城水库
瓦房城水库是中国甘肃省张掖市民乐县境内的一座水库，位于大堵麻河上，建于1979年。水库正常库容为1920万立方米，集雨面积为229平方千米，海拔为2380.5米。